# Chocolatero

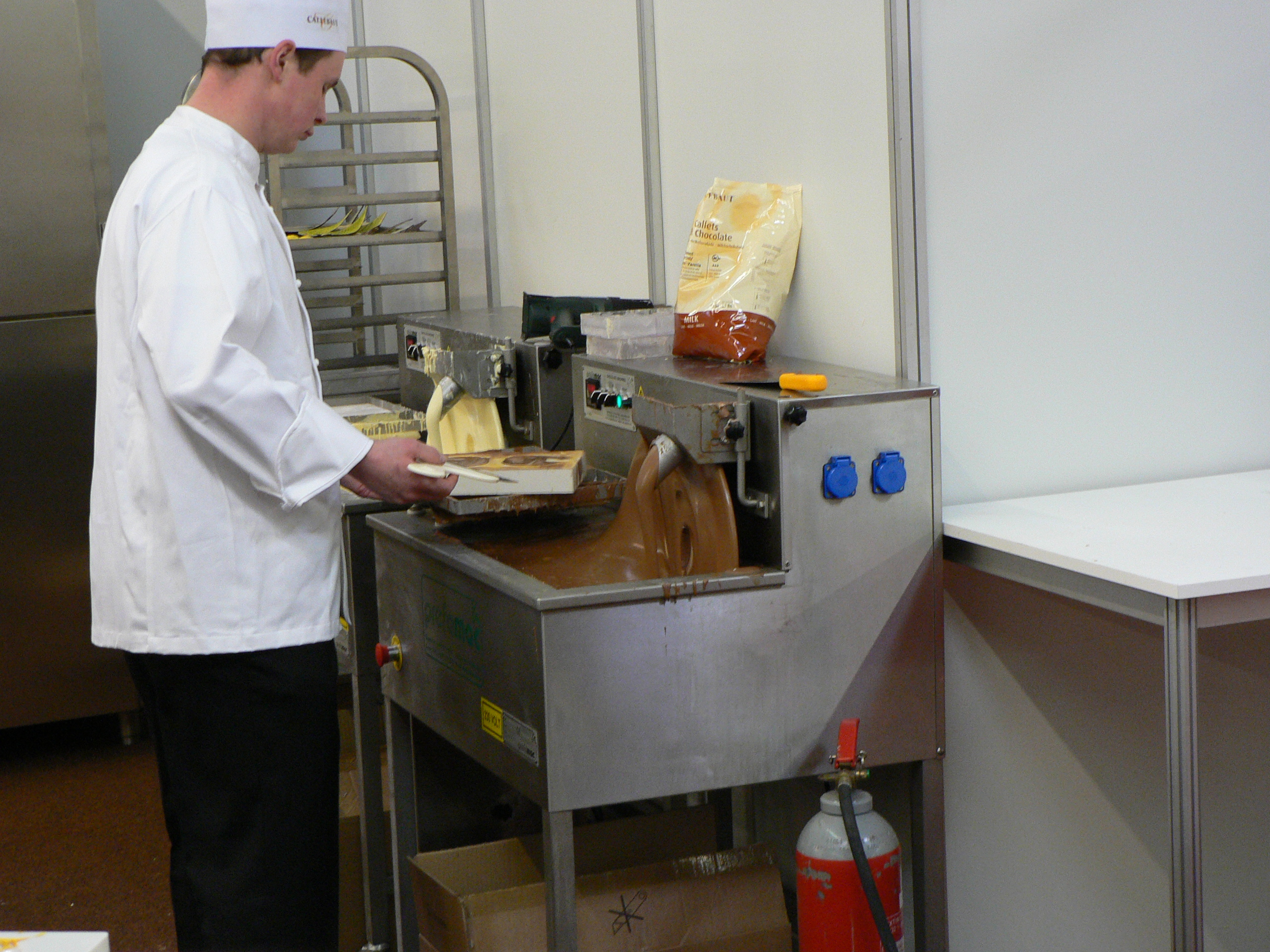
Chocolatero vertiendo chocolate en los moldes

Se llama chocolatero a la persona que tiene por oficio la fabricación o venta de productos elaborados a base de chocolate.

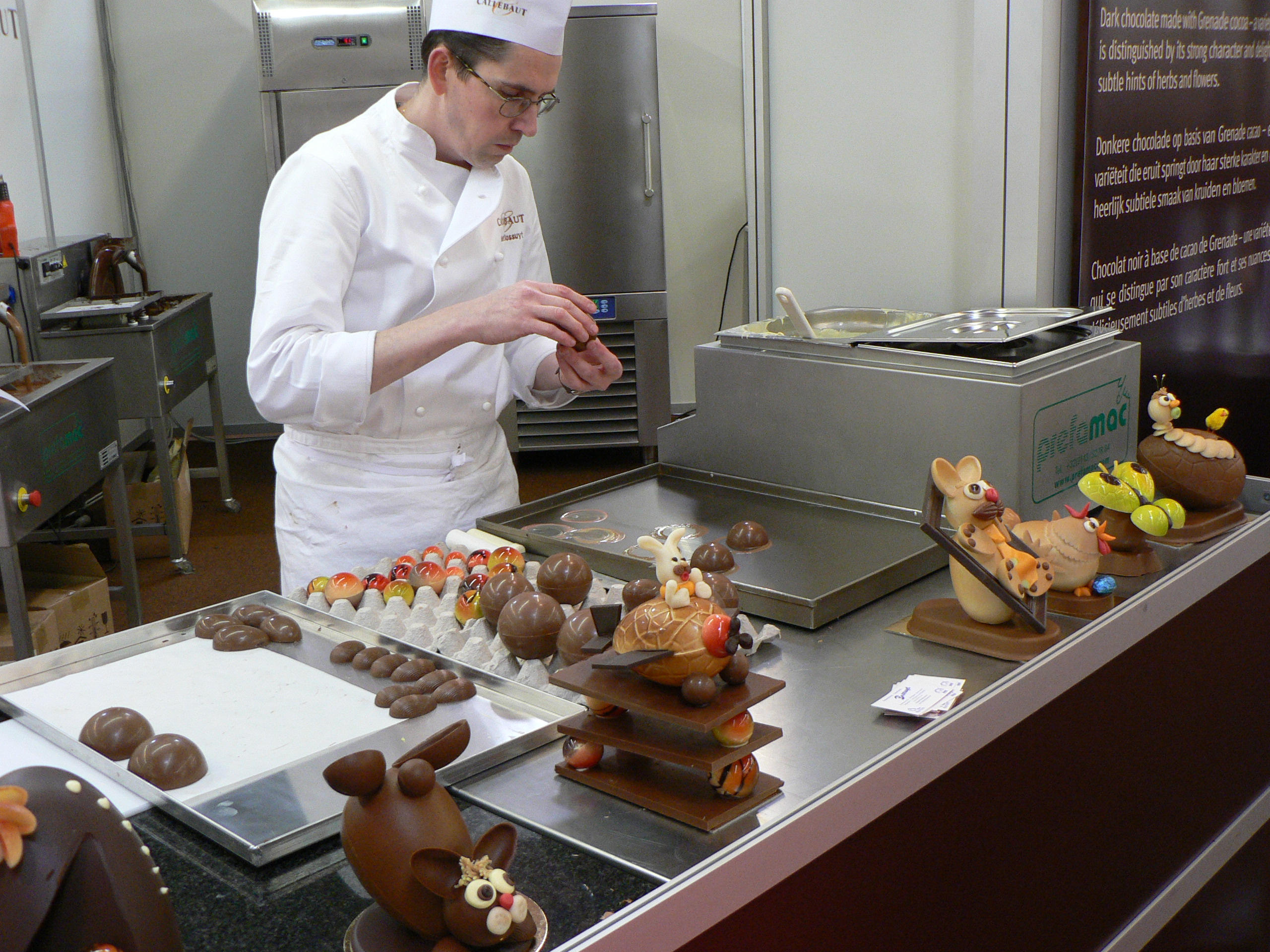
Chocolatero

Entre los productos que vende el chocolatero se encuentran tabletas, bombones, huevos y otras figuras así como chocolate en polvo o chocolate líquido. 
El proceso de fabricación del chocolate se encuentra hoy muy automatizado por lo que el término chocolatero se reserva para aquellos que utilizan técnicas más o menos artesanales imprimiendo al producto su impronta personal. 
Entre las principales funciones del chocolatero se encuentran:
- Calentar y agitar el chocolate en la caldera a una temperatura y un tiempo determinado. Verter el chocolate líquido en moldes para formar tabletas, bloques o figuras variadas según las especificaciones del producto. Decorar el producto final con chocolate líquido u otros ingredientes alimenticios.[2]
- Fundir los bloques de chocolate en la caldera para cubrir otros productos cocinados o como forma de relleno mezclándolo con mantequilla.[3]
- Crear fórmulas para la confección de trufas y otras recetas de chocolate basadas en jarabe o caramelo líquido.
- Explorar recetas creativas para desarrollar productos originales a base de chocolate desde un punto de vista tanto estético como de sabor.[4]

Entre las cualidades de un buen chocolatero figuran un desarrollado sentido del gusto pues debe diferenciar correctamente los diferentes tipos de chocolate lo que sólo se adquiere tras años de experiencia. 
Otra de sus habilidades debe ser la creatividad para presentar a sus clientes productos atractivos y novedosos que deleiten su paladares. El chocolatero debe seleccionar correctamente los ingredientes y combinar el chocolate con todo tipo de sabores, texturas y esencias. Entre los productos más originales se encuentran el tocino cubierto con chocolate o bombones con aceite de oliva. No obstante, los compañeros más habituales del chocolate son los frutos secos como las avellanas, nueces, pasas o almendras.
Una de las épocas en que los chocolateros se lucen con sus creaciones es la Pascua, momento en que las bombonerías exhiben al público sus mejores innovaciones. La tradición establece que en este periodo se consumen bizcochos con cobertura de mantequilla o de crema con frutas escarchadas o bien los tradicionales huevos de Pascua en las más diversas combinaciones y tamaños. Sin embargo, la modernidad está dando pasa a la recreación de todo tipo de figuras de moda.